# Săbed
Săbed (węg. Szabéd) – wieś w Rumunii, w okręgu Marusza, w gminie Ceuașu de Câmpie. W 2011 roku liczyła 748 mieszkańców.